# Tamsin Colley
Tamsin Colley (nascida em 10 de setembro de 2002) é uma atleta paralímpica australiana. Nos Jogos Paralímpicos do Rio de Janeiro, em 2016, Colley competiu na prova feminina dos 200 metros – T36 e terminou em décimo primeiro no geral, com o tempo de 37min30s. Colley era a atleta mais jovem de toda a equipe paralímpica australiana de 2016, com 13 anos e 362 dias, na cerimônia de abertura.

## Detalhes
Colley nasceu no ano de 2002 e, quando criança, estava com tumor cerebral. Precisou de suporte para ajudá-la a andar até aos três anos e meio e por muito tempo usou cadeira de rodas. Estudou na escola pública de Kensington.
Colley é classificada como atleta da categoria T36.